# Дорадус
Дорадус (порт. Dourados) — місто в бразильському штаті Мату-Гросу-ду-Сул. Місто має населення приблизно 190 тис. мешканців, а його економіка заснована переважно на сільському господарстві. Це друге за розміром і друге найважливіше місто штату.
| Бразилія | Це незавершена стаття з географії Бразилії. Ви можете допомогти проєкту, виправивши або дописавши її. |